# 12 Victoria
A 12 Victoria a Naprendszer kisbolygóövében található aszteroida. John Russell Hind fedezte fel 1850. szeptember 13-án. A kisbolygót Viktória brit királynőről nevezték el.